# Littérature luxembourgeoise
 (octobre 2023).
Si vous disposez d'ouvrages ou d'articles de référence ou si vous connaissez des sites web de qualité traitant du thème abordé ici, merci de compléter l'article en donnant les références utiles à sa vérifiabilité et en les liant à la section « Notes et références ».
La littérature du Luxembourg est peu connue au-delà des frontières du Grand-Duché, en partie parce que les auteurs luxembourgeois écrivent dans une ou plusieurs des trois langues officielles (français, allemand et luxembourgeois), mais aussi dans la mesure où de nombreux ouvrages s'adressent spécifiquement à un lectorat local. Enfin, ce n'est qu'au XIXe siècle que la littérature luxembourgeoise commence à se développer, parallèlement à l'essor de l'identité nationale, à la suite du traité de Paris (1815) et du traité de Londres (1867).

## Un premier jalon duXIVesiècle: le codex de Yolande de Vianden

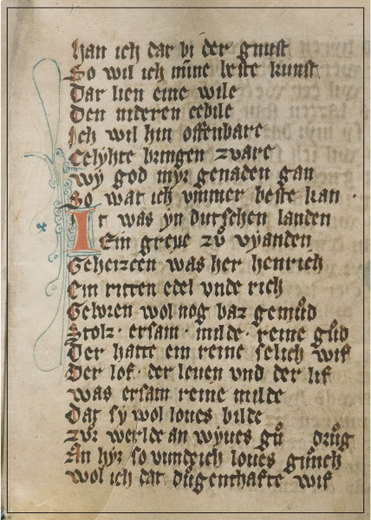
Codex Mariendalensis (vers 1310)

Découvert à Ansembourg en novembre 1999, le Codex Mariendalensis, manuscrit du début du XIVe siècle, qui raconte l'histoire de la princesse Yolande de Vianden. L'œuvre historique a récemment gagné une place importante dans la littérature luxembourgeoise ; le long poème serait l'œuvre du frère Hermann von Veldenz, et narre la vie de Yolande, après sa mort en 1283 : abandonnant le confort de sa maison du château de Vianden, la princesse rejoint le couvent de Marienthal, dont elle devient plus tard la prieure. Le codex se compose de 5 963 lignes de distiques rimés dans le dialecte francique de Moselle, lequel présente de grandes similitudes avec le luxembourgeois d'aujourd'hui.

## AuXIXesiècle
Malgré l'usage du français et de l'allemand à des fins administratives, c'est le Lëtzebuerger Däitsch, aujourd'hui connu sous le nom de luxembourgeois, qui fut à l'origine du développement de la littérature luxembourgeoise au XIXe siècle, contribuant ainsi beaucoup à la consolidation de l'identité nationale.
En 1829, Antoine Meyer publie le tout premier livre en luxembourgeois, un recueil de poèmes intitulé E' Schrek op de' Lezeburger Parnassus (Une ascension du Parnasse luxembourgeois). Le livre contient six poèmes : un poème d'amour, Uen d'Christine (Sans Christine) ; une méditation sur le thème romantique de la nuit, D'Nuecht " (La Nuit) ; une représentation réelle, Een Abléck an engem Wiertshaus zu Lëtzebuerg (Un Moment dans une auberge luxembourgeoise) ; ainsi que trois fables, D'porzelains et d' ierde Schierbel (L'éclat de porcelaine et le pot de terre), D'Spéngel an d'Nol (L'épingle et l'aiguille) et D'Flou an de Pierdskrécher (La mouche et l'auge du cheval). Alors qu'Ésope et La Fontaine construisent leurs fables autour de figures animalières, Meyer personnifie plutôt des objets inanimés. Par exemple, dans D'Spéngel an d'Nol, la riche Madame Aiguille essaie de contourner l'Épingle sans y parvenir, reflétant l'échec de l'aristocratie française à empêcher la Révolution. Meyer écrit par la suite plusieurs autres livres de poésie luxembourgeoise, tout en enseignant les mathématiques à l'Université de Liège.

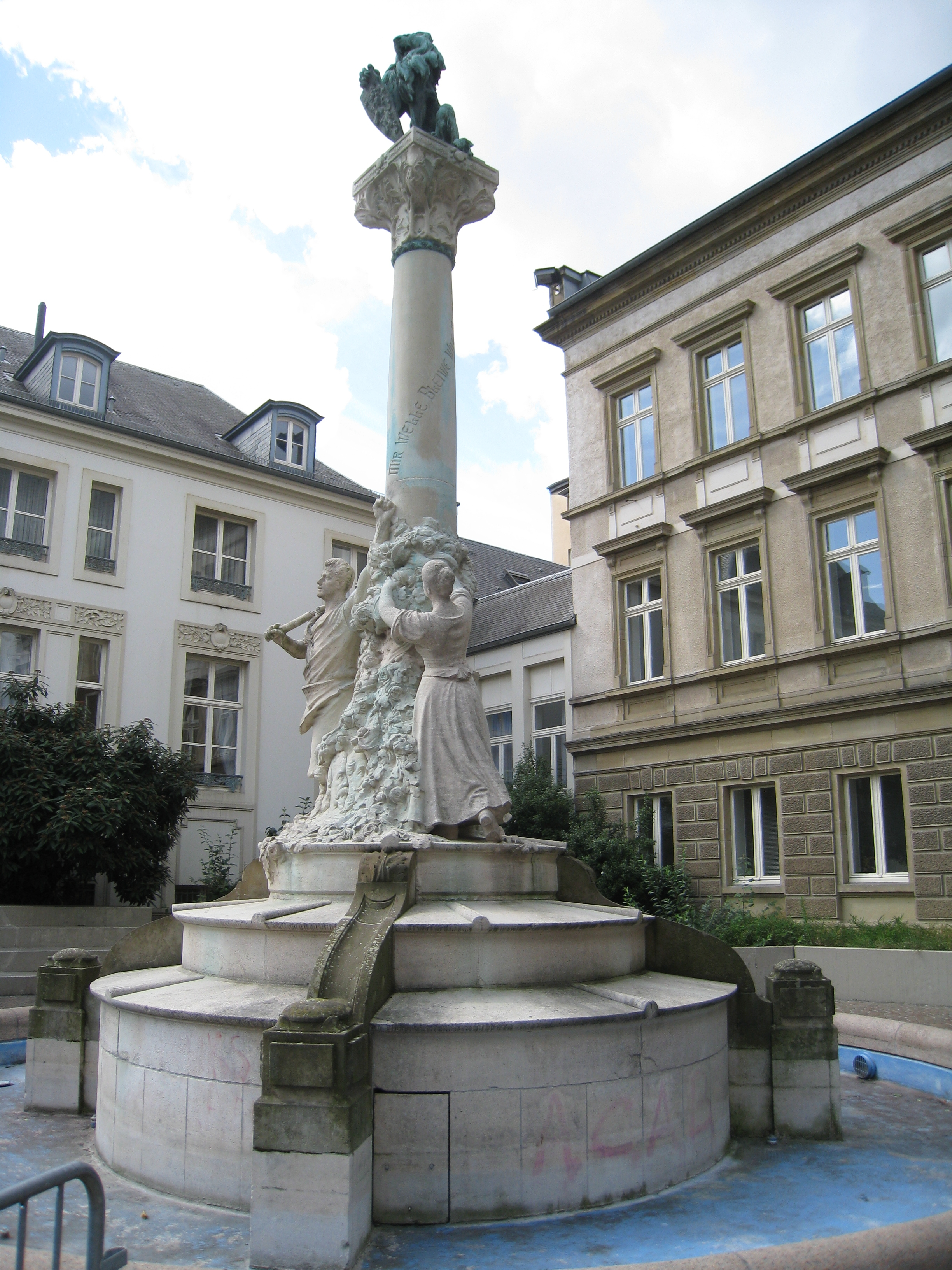
Monument à Dicks et Michel Lentz sur la Place d'Armes, Luxembourg

La génération suivante a vu émerger trois poètes qui sont désormais considérés comme des auteurs classiques du Luxembourg. Edmond de la Fontaine (1823-1891), plus connu sous son pseudonyme Dicks, est surtout connu pour son œuvre de théâtre. Sa comédie De Scholtschäin (1855), première pièce jouée en luxembourgeois, fut suivie par D'Mumm Sèiss (1855), l'opérette D'Kirmesgäscht (1856) et De Ramplassang (1863). Il a également écrit plusieurs poèmes et plusieurs ouvrages en prose sur le Luxembourg et ses habitants. Son contemporain, Michel Lentz (1820-1893), un autre poète, est surtout connu pour avoir écrit Ons Hémécht, l'hymne national du Luxembourg, qui a beaucoup contribué à promouvoir la langue luxembourgeoise auprès de ses habitants. Cependant, c'est Michel Rodange (1827-1876) qui a écrit l'épopée nationale luxembourgeoise, Renert odder de Fuuss am Frack an a Maansgréisst, issue du Roman de Renart (« Rénert »). Publiée en 1872, l'œuvre satirique est une adaptation de l'épopée traditionnelle du goupil en bas allemand, dans un décor luxembourgeois, avec un aperçu pertinent des caractéristiques de la population locale.
Alors que peu de textes remarquables ont été écrits en allemand au cours de cette période, Félix Thyes (1830-1855) a écrit le premier roman luxembourgeois en français, Marc Bruno, profil d'artiste, qui a été publié peu de temps après sa mort prématurée en 1855.

## Début duXXesiècle

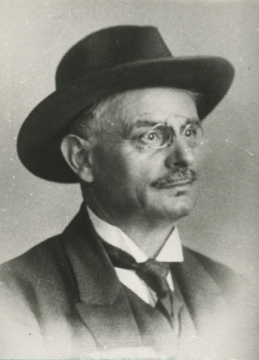
Nicolas Welter (1871-1951)

Batty Weber (1860-1940) travaille à la fois comme journaliste et comme auteur de nouvelles, de romans, de pièces de théâtre et de poèmes, contribuant ainsi grandement au développement de la culture écrite du Grand-Duché. L'une de ses contributions les plus importantes à l'identité luxembourgeoise est son Abreisskalender (« Calendrier détachable »), une chronique quotidienne qu'il publie de 1913 à 1940 au Luxembuger Zeitung, commentant des sujets d'intérêt culturel local.
Une figure littéraire importante du début du XXe siècle est Nikolaus Welter (1871-1951), qui aborde les questions luxembourgeoises dans ses pièces en langue allemande, notamment Die Söhne des Öslings (1904) et en tant que poète dans Hochofen (1913). Welter est également considéré comme le premier historien littéraire luxembourgeois.

## Littérature contemporaine (depuis 1945)
Après une période plutôt calme après la Seconde Guerre mondiale, Anise Koltz (née en 1928) commence sa carrière littéraire dans les années 1950, en écrivant d'abord des contes de fées en allemand et en luxembourgeois. Cependant, dans les années 1970, après la mort de son mari torturé par les nazis, elle se tourne exclusivement vers l'écriture de poésie en français. Ses livres ont été largement publiés et traduits en plusieurs langues. En 1998, elle reçoit le prix Guillaume-Apollinaire de la poésie pour Le mur du son. Koltz a beaucoup fait pour susciter l'intérêt pour les écrivains luxembourgeois à travers ses Journées littéraires annuelles de Mondorf qu'elle a lancées en 1963. Elle est aujourd’hui largement considérée comme l’auteur contemporain le plus important du pays.
Jean Portante (né en 1950) est un poète et romancier contemporain à succès, non seulement au Luxembourg mais dans l'ensemble de la francophonie. Élevé dans une famille d'immigrés italiens, il choisit le français comme langue de ses œuvres. Bien qu'il soit principalement connu comme poète, il a également écrit des nouvelles, des pièces de théâtre, des scénarios et des romans. Il a aussi traduit les œuvres de Juan Gelman et Gonzalo Rojas en français. Jean Krier, écrivant de la poésie en allemand, a reçu à la fois le prix allemand Chamisso et le prix luxembourgeois Servais en 2011 pour son Herzens Lust Spiele.

### Romans contemporains en luxembourgeois
La littérature luxembourgeoise s'est longtemps cantonnée à la poésie et au théâtre, mais dans les années 1980, à la suite du mouvement visant à faire du luxembourgeois une langue officielle, Guy Rewenig (né en 1947) et Roger Manderscheid (1933-2010) ont tous deux écrit des romans en luxembourgeois. Ainsi, le Hannert dem Atlantik (1985) de Rewenig a innové en tant que premier roman écrit dans la langue locale. L'histoire de Jemp Medinger, un balayeur de rue, est un récit critique des problèmes de la vie familiale et des structures autoritaires de la politique et de la société, en adaptant la technique du « courant de conscience » pour expérimenter le lexique luxembourgeois.
La trilogie d'enfance de Manderscheid, Schacko klak, De papagei um kâschtebam et Feier a flam, publiée en 1988, a fait la surprise en se vendant à 3 000 exemplaires. Schacko klak est un récit autobiographique raconté du point de vue d'un étranger. Le titre est un jeu de mots rappelant à la fois un haut-de-forme (du français) et un casque militaire (de l'allemand), mais il s'agit simplement d'un surnom de l'auteur faisant allusion à sa tête chauve et arrondie. Le livre de Manderscheid révèle la conscience de l'auteur de l'usage de la langue au Luxembourg, décrivant des incidents comiques avec des soldats allemands pendant la guerre ainsi que l'usage plutôt artificiel du français (fondé essentiellement sur la langue enseignée en classe). Son usage du luxembourgeois lui permet d'y parvenir le plus efficacement possible.
Ces initiatives ont conduit à un intérêt plus large pour l'écriture de romans en luxembourgeois. Depuis 1990, on peut distinguer Frascht de Nico Helminger, Angscht virum Groussen Tunn de Jean-Michel Treinen, Perl oder Pica de Jhemp Hoscheit, Iwwer Waasser de Georges Hausemer et plusieurs romans de Josy Braun dont Porto fir d'Affekoten et Kréiwenkel.

## Prix littéraires
Le Luxembourg compte deux grands prix littéraires : le Prix Servais, décerné chaque année depuis 1992 à un auteur luxembourgeois pour une œuvre spécifique ; et le Prix Batty Weber, considéré comme le prix littéraire national, qui est décerné une fois tous les trois ans depuis 1987 à un auteur luxembourgeois pour l'ensemble de son œuvre littéraire.